# Лялька-Руслан и его друг Санька
«Лялька-Руслан и его друг Санька» — советский полнометражный цветной телевизионный художественный фильм, поставленный на Киностудии «Ленфильм» в 1980 году режиссёром Евгением Татарским по мотивам повести Виктора Голявкина «Ты приходи к нам, приходи…».
По заказу Государственного Комитета Совета Министров СССР по телевидению и радиовещанию

## Сюжет
Добрый и общительный, но очень застенчивый мальчик Руслан приехал с мамой на дачу на грузовике ГАЗ-52. Первым делом он принялся искать друга, но кругом только малыши, а местные ребята подняли на смех, узнав, что дома его зовут Лялька. 
Но вдруг Руслан слышит вопли мальчика Миши, который хочет черпалку. Мальчик говорит, что хочет взять у Руслана черпалку, но бабушка всячески успокаивала его, а потом рассказывала Ляльке-Руслану о случившемся и спрашивает, знает ли он, что такое черпалка. На это мальчик отвечает отрицательно, а потом говорил, что видел подобное в Детском мире, и стоит это шесть рублей.
Потом Лялька-Руслан просит рыболова взять его с собой на лодку, но рыболов говорит, что из-за шума он может рыбу распугать. Тогда загрустивший Лялька-Руслан приходит к мальчику Вите и знакомится с ним. Витя показывает Руслану свой новый велосипед. Руслан хотел, чтобы Витя повёз его на улицу, но у Вити болела нога. Витина мама угощает Руслана и Витю яблоками, однако Руслан отказался и ушёл, распрощавшись с Витей. 
Вновь Руслан видит бабушку и Мишу, который всё ещё вопит, что хочет черпалку, и даже пускает песок в бабушку. Руслан говорит Мишиной бабушке, чтобы ему лучше друга нашли вместо черпалки. В лесу Руслан находит пионера Саньку — его полную противоположность, и он становится самым лучшим и преданным другом. Никогда не унывая, он старается, чтобы и Лялька стал более уверенным в себе.
Несмотря на запрет, Санька продолжает при каждом удобном случае приглашать своего нового знакомого в лагерь и постепенно привлекает к жизни отряда. Вместе с Санькой Руслан находит для Миши черпалку, и он перестал вопить. К концу первой смены Санька назначает Ляльке-Руслану встречу в городском парке в 12:00 и уезжает с другими пионерами на автобусе «Икарус». 
Лялька-Руслан сильно загрустил, что Саня уехал на Икарусе. От скуки он приходит к лагерю, где становится своим даже для строгой старшей пионервожатой, которая ранее пыталась прогнать его, как постороннего. Вожатая говорит, что дети приедут только на следующий день. Так и не встретив Саньку, Руслан обращается за помощью к Михаилу Ивановичу, хозяину дачи. Вскоре мимо прогуливающихся по улице Руслана и Михаила Ивановича начала проезжать колонна из автобусов «Икарус» и «Кубань», в котором находился Санька, отправленный на вторую смену.
В финале Санька с Русланом (которого Санька называл «Валькой» вместо «Ляльки») встречаются в поле.

## В главных ролях
- Дима Аристархов — Лялька-Руслан, дачник
- Тимур Халиков — Санька Буртиков, друг Ляльки-Руслана,  пионер из лагеря

## В ролях
- Стасик Лапшин — Сидоров, пионер из лагеря
- Витя Татарский — Витя, дачник
- Шура Данилевич — рыболов
- Оксана Познякова — Света
- Михаил Пуговкин — Михаил Иванович, хозяин дачи
- Жанна Прохоренко — тётя Лида, мать Вити
- Анна Лисянская — бабушка капризного малыша
- Оксана Никитина — мать Ляльки
- Изабелла Чирина — старшая пионервожатая (озвучивание — Наталья Рычагова)
- Юрий Демченко — пионервожатый

## Съёмочная группа
- Автор сценария — Мария Зверева
- Режиссёр-постановщик — Евгений Татарский
- Оператор-постановщик — Владимир Бурыкин
- Художник-постановщик — Исаак Каплан
- Композитор — Надежда Симонян